# Diaspis bicolor
Diaspis bicolor är en insektsart som beskrevs av Robert Malcolm Laing 1932. Diaspis bicolor ingår i släktet Diaspis och familjen pansarsköldlöss.
Artens utbredningsområde är Kongo-Kinshasa. Inga underarter finns listade i Catalogue of Life.